# Simeon Williamson

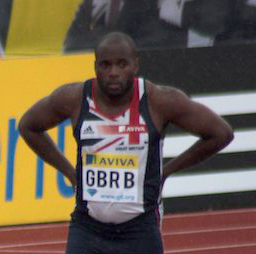
Simeon Williamson 2012

Simeon Williamson (* 16. Januar 1986 in Islington, London) ist ein britischer Leichtathlet und Bobsportler.
Williamson startet für die Highgate Harriers. Er belegte bei den Junioreneuropameisterschaften 2005 in 10,52 s über 100 Meter mit einer Hundertstelsekunde Rückstand den zweiten Platz hinter seinem Landsmann Craig Pickering. Bei den U23-Europameisterschaften 2007 gewann er in 10,10 s den Titel vor Pickering. In 10,22 s gewann er auch den Titel bei der Universiade in Bangkok. Nach einem siebten Platz bei den Hallenweltmeisterschaften 2008 schied er bei den Olympischen Spielen 2008 im Viertelfinale aus.
Bei den Halleneuropameisterschaften 2009 belegte Williamson den vierten Platz im Sprint. Im Freien wurde Williamson britischer Meister. Bei den Weltmeisterschaften 2009 in Berlin schied er jedoch erneut im Viertelfinale aus. Die britische 4-mal-100-Meter-Staffel in der Besetzung Williamson, Tyrone Edgar, Marlon Devonish und Harry Aikines-Aryeetey gewann in 38,02 s die Bronzemedaille hinter den Staffeln aus Jamaika und aus Trinidad und Tobago. In den Jahren 2010 und 2011 musste Williamson verletzungsbedingt pausieren. Bei den Olympischen Spielen 2012 in London war er Ersatzläufer der britischen Staffel.
Williamsons Wettkampfgewicht beträgt 95 kg bei einer Körpergröße von 1,86 m. Seine Bestzeit über 100 Meter liegt seit 2008 bei 10,03 s.
Seit der Saison 2014/15 startet Williamson als Anschieber im Bobsport. Mit dem Piloten Brad Hall debütierte er im Dezember 2014 in La Plagne im Bob-Europacup, wo sie Elfte wurden. Danach fuhr er mit Oliver Biddulph und Ben Simons im Europacup. Mit Biddulph bestritt Williamson im Januar 2015 in St. Moritz sein erstes Rennen im Weltcup und wurde 27. Nachdem er danach weitere Weltcuprennen mit Hall bestritten hatte, wurde er für die Bobweltmeisterschaften 2015 zu Lamin Deen platziert, mit dem er 14. im Zweierbob- und Achter im Teamrennen wurde.